# Cristina (zpěvačka)
Cristina Monet-Palaci vystupující pod jménem Cristina, (17. ledna 1956 New York – 31. března 2020 New York) byla americká zpěvačka.

## Život
Cristina Monet-Palaci se narodila 17. ledna 1956 na Manhattanu. Její matkou byla spisovatelka a ilustrátorka Dorothy Monet, otcem psychoanalytik Jacques Palaci. Studovala na Harvardově univerzitě. Před dokončením školy se však vrátila do New Yorku, kde začala psát divadelní recenze pro The Village Voice. V roce 1978 vydala svůj první singl nazvaný „Disco Clone“, který produkoval velšský hudebník John Cale. Šlo o vůbec první nahrávku, kterou vydalo nové vydavatelství ZE Records. Jeho vlastníkem byl podnikatel Michael Zilkha, se kterým Cristina v té době chodila. V roce 1983 se vzali, ale manželství se v roce 1990 rozpadlo. Měli spolu dceru Lucindu.
V roce 1980 Cristina vydala svou první dlouhohrající desku nazvanou Cristina (později vyšlo v reedici pod názvem Doll in the Box). Album produkoval August Darnell, který je zároveň autorem většiny písní. Druhé album Sleep It Off, jehož producentem byl Don Was, vydala v roce 1984. V roce 1984 se přestala věnovat hudbě. V roce 1985 se s manželem usadili v Texasu, po rozvodu se vrátila do New Yorku. Zemřela 31. března 2020 na komplikace s infekčním onemocněním covid-19.

## Diskografie
- Cristina (1980)
- Sleep It Off (1984)